# Distrito de Paucas
El distrito de Paucas es uno de los dieciséis que integran la provincia peruana de Huari ubicada en el Departamento de Ancash, bajo la administración del Gobierno regional de Ancash. en el Perú.

## Historia
El distrito fue creado el 10 de mayo de 1955 mediante Ley dada en el segundo gobierno del Presidente Manuel A. Odría.

## Geografía
Tiene una superficie de 135,31 km².

## Capital
La capital del distrito es el centro poblado del mismo nombre.

## Autoridades

### Municipales
- 2015 - 2018
  - Alcalde: Julián Príncipe Herrera

- 2011-2014[2]
  - Alcalde: Jorge Delgado Atencia, del Movimiento Acción Nacionalista Peruano (MANP).
  - Regidores: Cirilo Fidel Rivera Tarazona (MANP), Pilar Morales Benites de Saenz (MANP), Absalón Jubino Ramos Rojas (MANP), Luz Maribel Blas Sánchez (MANP), Tito Rodríguez Espinoza (Unión por el Perú).
- 2007-2010:
  - Alcalde: Robert Pompeo Benites Meza.

Teniente Alcalde Sixto Rodríguez